# Gummirankesläktet
Gummirankesläktet (Cryptostegia) är ett släkte i familjen oleanderväxter med två arter från Madagaskar. Arterna är vanliga prydnadsväxter i tropiska områden och är ofta förvildade.